# Liatongus affinis
Liatongus affinis är en skalbaggsart som beskrevs av Gilbert John Arrow 1908. Liatongus affinis ingår i släktet Liatongus och familjen bladhorningar. Inga underarter finns listade i Catalogue of Life.